# Gaston Bêchard
Pour les articles homonymes, voir Béchard.
Gaston, Samuel Bêchard (né le 21 mai 1900 à Aimargues et mort en déportation le 2 avril 1945 à Mauthausen) est un professeur militant socialiste, syndicaliste et homme politique français.

## Biographie

### Famille
Il se marie en 1924.

### Carrière professionnelle
D'abord nommé professeur adjoint de l’enseignement technique en octobre 1923, il entre ensuite à l’École pratique, nouvellement créée à l’École primaire supérieure de Montceau-les-Mines. 

### Parcours et engagement

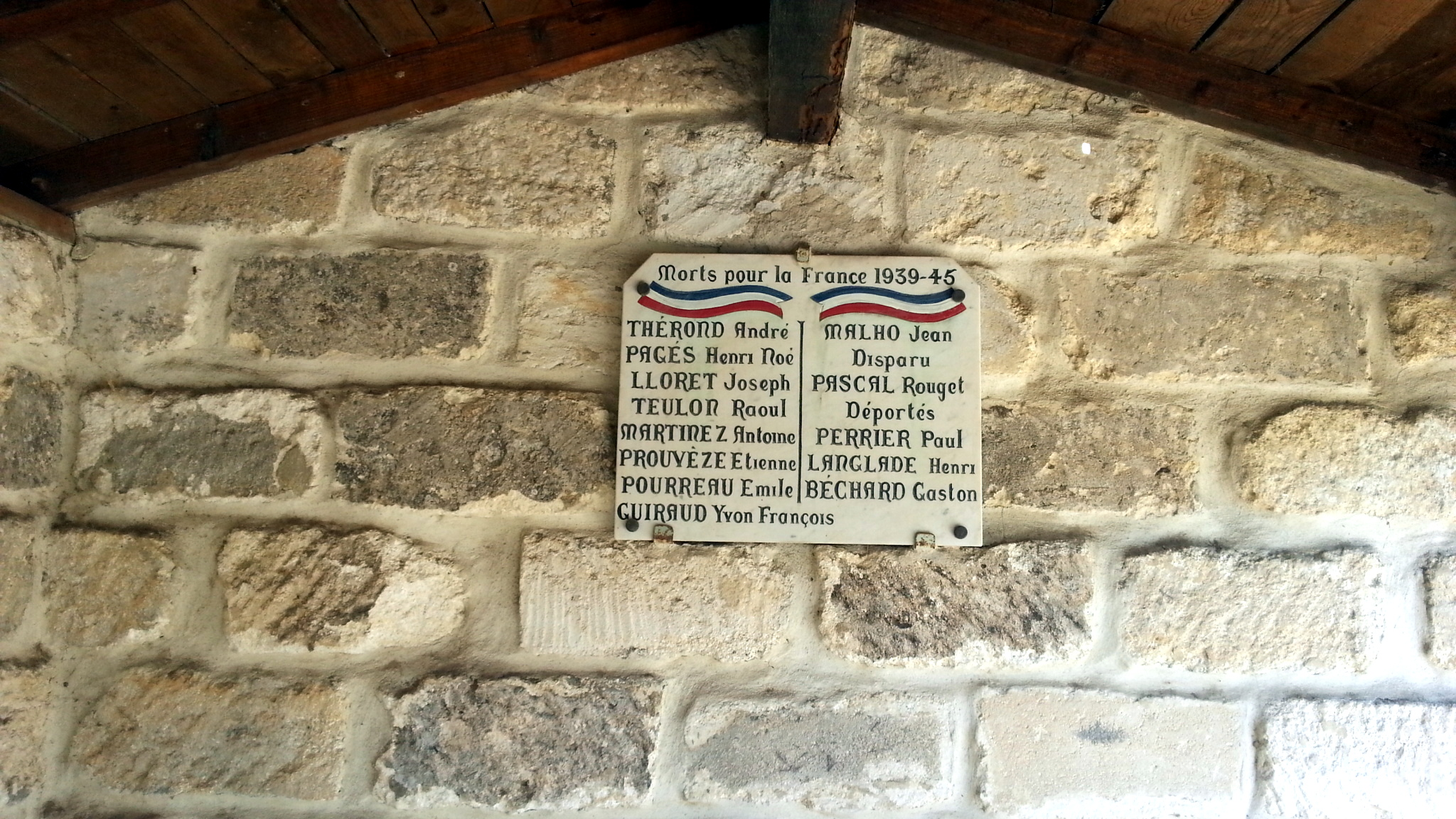
Plaque commémorative dans l'enceinte du cimetière d'Aimargues.

Il s'engage à la CGT, à la Ligue des droits de l’homme, et en politique dans les rangs socialistes. Il est élu troisième adjoint au maire de Montceau-les-Mines Jean-Marie Bailleau le 19 septembre 1936. Démis de ses fonctions en 1941 par le gouvernement de Vichy, il entre dans l’opposition au régime en place. Peut-être dénoncé, il est arrêté chez lui par la Gestapo le 2 août 1944. Déporté au camp de Natzweiler-Struthof, où il possède le matricule 24082, puis en Autriche, au camp de Mauthausen, puis au Kommando de Melk, il meurt d’une septicémie en avril 1945, juste avant la libération du camp.

## Hommages
Le square du quartier de La Sainte de Montceau-les-Mines, ainsi qu'une rue d'Aimargues portent son nom.